# Gerhard Neweklowsky
Gerhard Neweklowsky (ur. 14 kwietnia 1941 w Linzu) – austriacki slawista, profesor w Instytucie Slawistyki Uniwersytetu Wiedeńskiego od 2001. Członek Austriackiej Akademii Nauk od 2002.
W 1959 rozpoczął studia z filologii słowiańskiej, historii Europy Wschodniej, perskiego i językoznawstwa ogólnego w Wiedniu. Studia ukończył w 1966 uzyskując stopień doktora. W 1973 zdał egzamin habilitacyjny. W 1979 został mianowany profesorem zwyczajnym na Uniwersytecie w Klagenfurcie. W 2000 otrzymał propozycję objęcia katedry na Wydziale Slawistyki Uniwersytetu Wiedeńskiego, gdzie przeszedł na emeryturę w 2006 roku, ale do 2014 roku wykładał na uniwersytetach w Klagenfurcie i Wiedniu.

## Publikacje
- Neweklowsky, Gerhard (2013) Der Gailtaler slowenische Dialekt.; Klagenfurt/Wien: Drava-Verlag.
- Neweklowsky, Gerhard (2010) Die südslawischen Standardsprachen., 1. Aufl.; Wien: Verlag der ÖAW.
- Neweklowsky, Gerhard (2010) Srpske i južnoslovenske teme. In Reihe: Studije o Srbima, 18; Beograd/Novi Sad: Zavod za Udžbenike u. a.
- Neweklowsky, Gerhard (1996) Die bosnisch-herzegowinischen Muslime. Geschichte, Bräuche, Alltagskultur. In Reihe: Österreichisch-bosnische Beziehungen, 1; Klagenfurt/Salzburg: Wieser.
- Neweklowsky, Gerhard (1978) Die kroatischen Dialekte des Burgenlandes und der angrenzenden Gebiete. In Reihe: Schriften der Balkan-Kommission, Linguistische Abteilung / Österreichische Akademie der Wissenschaften, Philosophisch-Historische Klasse, 25; Wien: Verlag der ÖAW.